# Peucedanum latifolium
Peucedanum latifolium är en växtart i släktet siljor och familjen flockblommiga växter.
Arten är en perenn ört som förekommer från norra Italien till europeiska Ryssland och västra Kaukasus. Den beskrevs först som Selinum latifolium av Friedrich August Marschall von Bieberstein 1808, och fick sitt nu gällande namn av Augustin Pyrame de Candolle 1830.